# Consejo Municipal de Preservación del Patrimonio Histórico, Cultural y Ambiental de la ciudad de São Paulo
El Consejo Municipal de Preservación del Patrimonio Histórico, Cultural y Ambiental de la Ciudad de São Paulo (CONPRESP) es un consejo vinculado a la Secretaría Municipal de Cultura, apoyado por el cuerpo técnico del Departamento de Patrimonio Histórico (DPH).
El CONPRESP es el órgano responsable por la declaración como patrimonio histórico de los bienes culturales, naturales e históricos de la ciudad de São Paulo, autorizando su preservación de acuerdo con los valores culturales, históricos, artísticos, arquitectónicos, urbanísticos, entre otros. El CONPRESP y el DPH son interdependientes y les corresponde la responsabilidad del debate y la preservación cultural y ambiental del Municipio, entre sus atribuciones se puede destacar: deliberar sobre declaraciones como patrimonio histórico de bienes muebles e inmuebles; definir el área circundante de estos bienes, entre otros.
Fue creado bajo los alcances de la Ley N° 10,032, el 27 de septiembre de 1985, siendo un órgano colegiado de asesoramiento cultural ligado a la estructura de la Secretaría Municipal de Cultural. Sus atribuciones fueron modificadas por la Ley N° 10,236, el 16 de diciembre de 1986, y por la Ley N° 14,516, del 11 de octubre del 2007, determinando que el CONPRESP puede levantar la declaración como patrimonio histórico de bienes muebles e inmuebles, comunicar la declaración como patrimonio histórico a los órganos similares de otras instancias gubernamentales y oficinas de registro y discutir los beneficios para los propietarios de esos bienes.